# Ofensiva de Vyborg–Petrozavodsk

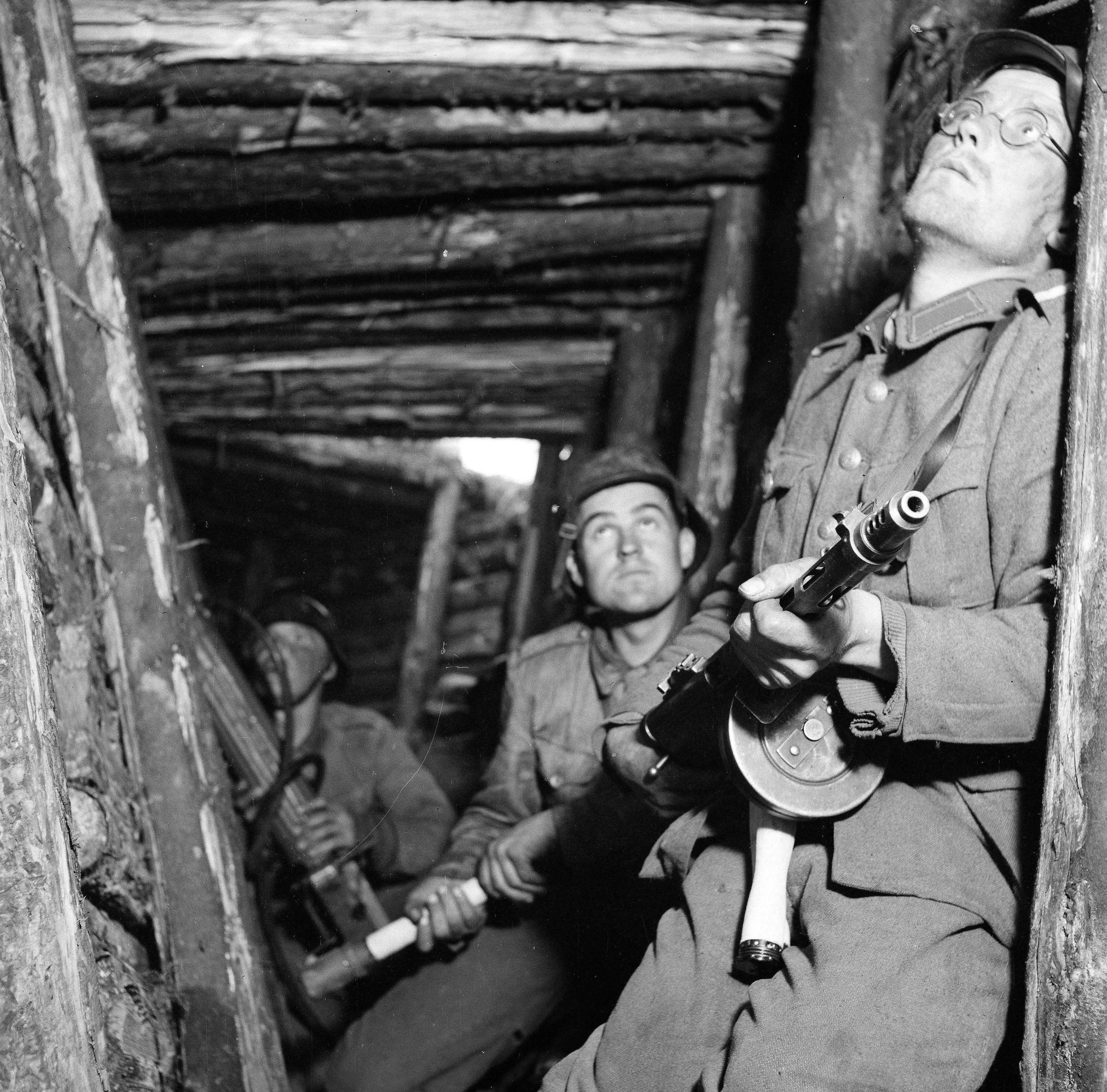
Soldados finlandeses num abrigo na linha VT durante um alerta

A Ofensiva de Vyborg–Petrozavodsk foi uma operação militar estratégica levada a cabo pela União Soviética entre 10 de Junho de 1944 e 9 de Agosto de 1944. Teve como objectivo empurrar as forças finlandesas para longe de Leningrado, contudo, apesar de uma vitória soviética e captura de Karelia e Viborg, o avanço soviético foi travado.